# Patinage de vitesse aux Jeux olympiques de 2018 – 500 mètres femmes
Navigation
Sotchi 2014 Pékin 2022
Le 500 mètres féminin de patinage de vitesse aux Jeux olympiques d'hiver de 2018 a lieu le 18 février 2018.

## Médaillés
| Or                | Argent             | Bronze                  |
| Nao Kodaira (KOR) | Lee Sang-hwa (JPN) | Karolína Erbanová (CZE) |

## Résultats
| Rang                                | Nom                  | Nationalité        | Couple | Ligne | Total    | Retard   | Notes |
| ----------------------------------- | -------------------- | ------------------ | ------ | ----- | -------- | -------- | ----- |
| Médaille d'or, Jeux olympiques      | Nao Kodaira          | Japon              | 14     | I     | 36 s 94  | —        |       |
| Médaille d'argent, Jeux olympiques  | Lee Sang-hwa         | Corée du Sud       | 15     | O     | 37 s 33  | + 0 s 39 |       |
| Médaille de bronze, Jeux olympiques | Karolína Erbanová    | République tchèque | 14     | O     | 37 s 34  | + 0 s 40 |       |
| 4                                   | Vanessa Herzog       | Autriche           | 16     | I     | 37 s 51  | + 0 s 57 |       |
| 5                                   | Brittany Bowe        | États-Unis         | 11     | O     | 37 s 530 | + 0 s 59 |       |
| 6                                   | Jorien ter Mors      | Pays-Bas           | 4      | I     | 37 s 539 | + 0 s 59 |       |
| 7                                   | Angelina Golikova    | Russie (OAR)       | 16     | O     | 37 s 62  | + 0 s 68 |       |
| 8                                   | Arisa Go             | Japon              | 15     | I     | 37 s 67  | + 0 s 73 |       |
| 9                                   | Yu Jing              | Chine              | 13     | I     | 37 s 81  | + 0 s 87 |       |
| 10                                  | Marsha Hudey         | Canada             | 13     | O     | 37 s 88  | + 0 s 94 |       |
| 11                                  | Heather Bergsma      | États-Unis         | 9      | O     | 38 s 13  | + 1 s 19 |       |
| 12                                  | Kim Hyun-yung        | Corée du Sud       | 10     | O     | 38 s 251 | + 1 s 31 |       |
| 13                                  | Erina Kamiya         | Japon              | 11     | I     | 38 s 255 | + 1 s 31 |       |
| 14                                  | Heather McLean       | Canada             | 12     | O     | 38 s 29  | + 1 s 35 |       |
| 15                                  | Zhang Hong           | Chine              | 8      | I     | 38 s 39  | + 1 s 45 |       |
| 16                                  | Judith Dannhauer     | Allemagne          | 10     | I     | 38 s 534 | +1 s 59  |       |
| 16                                  | Kim Min-sun          | Corée du Sud       | 9      | I     | 38 s 534 | + 1 s 59 |       |
| 18                                  | Hege Bøkko           | Norvège            | 12     | I     | 38 s 538 | + 1 s 59 |       |
| 19                                  | Anice Das            | Pays-Bas           | 1      | I     | 38 s 75  | + 1 s 81 |       |
| 20                                  | Tian Ruining         | Chine              | 5      | O     | 38 s 86  | + 1 s 92 |       |
| 21                                  | Yekaterina Aydova    | Kazakhstan         | 8      | O     | 38 s 96  | + 2 s 02 |       |
| 22                                  | Huang Yu-ting        | Taipei chinois     | 6      | O     | 38 s 98  | + 2 s 04 |       |
| 23                                  | Lotte van Beek       | Pays-Bas           | 3      | I     | 39 s 18  | + 2 s 24 |       |
| 24                                  | Erin Jackson         | États-Unis         | 2      | O     | 39 s 20  | + 2 s 26 |       |
| 25                                  | Kaja Ziomek          | Pologne            | 4      | O     | 39 s 26  | + 2 s 32 |       |
| 26                                  | Yvonne Daldossi      | Italie             | 7      | I     | 39 s 28  | + 2 s 34 |       |
| 27                                  | Ida Njåtun           | Norvège            | 2      | I     | 39 s 33  | + 2 s 39 |       |
| 28                                  | Elina Risku          | Finlande           | 7      | O     | 39 s 36  | + 2 s 42 |       |
| 29                                  | Francesca Bettrone   | Italie             | 6      | I     | 39 s 52  | + 2 s 58 |       |
| 30                                  | Kseniya Sadouskaya   | Biélorussie        | 5      | I     | 39 s 64  | + 2 s 70 |       |
| 31                                  | Alexandra Ianculescu | Roumanie           | 3      | O     | 40 s 70  | + 3 s 76 |       |